# فرشید فرشود
فرشید فرشود (زاده لنگرود – درگذشته ۶ مرداد ۱۳۷۰) بازیگر تئاتر، سینما و تلویزیون اهل ایران بود.
وی کارش را از حوالی سال ۱۳۵۰ با تئاتر در زادگاهش لنگرود شروع کرد و سپس حوالی سال ۱۳۵۶ به تهران آمد و به گروه تئاتر «خلیل موحد دیلمقانی» پیوست و به‌طور همزمان در مجموعهٔ تلویزیونی «دمی با ملا و عبید» به ایفای نقش پرداخت. فرشید فرشود در سال ۱۳۷۰ در سن ۴۶ سالگی و پس از حدود ۲۰ سال فعالیت هنری به دلیل عفونت ریوی درگذشت.

## گزیدهٔ آثار

### سینما
- مادر (۱۳۶۳)
- هیولای درون (۱۳۶۲)
- هم‌کلاس (۱۳۵۶)
- رابطه جوانی (۱۳۵۵)
- بوف کور (۱۳۵۴)

### تلویزیون
| سال       | نام                              | سمت    | کارگردان        | توضیحات                          |
| --------- | -------------------------------- | ------ | --------------- | -------------------------------- |
| ۱۳۷۴      | استاد و دخترش                    | بازیگر | محمدرضا پاسدار  | شبکه ۱                           |
| ۱۳۶۴      | میان‌پرده‌های بهداشتی              | بازیگر | حسین قاسمی‌وند   | کارگردان تلویزیونی: «محسن احمدی» |
| ۱۳۶۳      | تله‌تئاتر «با یک گل»              | بازیگر | حسین پناهی      | شبکه ۱                           |
| ۱۳۶۳      | طالب                             | بازیگر | عبدالرضا اکبری  | شبکه ۱                           |
| ۱۳۶۱      | اولین بار که در انقلاب شرکت کردم | بازیگر | گروه کارگردانان | شبکه ۱                           |
| ۱۳۵۷–۱۳۵۶ | دمی با ملا و عبید                | بازیگر | سعید نادری      | در نوروز ۱۳۵۷ پخش شد.            |